# Марк Марий
Марк Ма́рий (лат. Marcus Marius; умер после 101 года до н. э.) — римский политический деятель, брат Гая Мария. Претор приблизительно в 102 году до н. э., наместник Дальней Испании.

## Биография
Марк Марий был родом из Арпинума в Лации и принадлежал к муниципальной аристократии. Его родителей звали Гай Марий и Фульциния, его братом был ещё один Гай Марий, занимавший консульскую должность в 107 году до н. э., а потом беспрецедентные пять раз подряд (104—100 годы до н. э.). Благодаря его положению самого влиятельного политика Рима Марк Марий тоже смог начать успешную карьеру. В последние годы II века до н. э. он занял должность претора и получил в управлению провинцию Дальняя Испания. Там Марий подчинил часть лузитанов благодаря поддержке кельтиберийских племён и по поручению сената предоставил своим союзникам земли в районе города Коленда. Исследователи предположительно датируют эти события 103—101 или 102—101 годами до н. э.
Марк Марий усыновил сына своей сестры Гратидии, который получил после этого имя Марк Марий Гратидиан.